# Astragalus bidentatus
Astragalus bidentatus là một loài rau đậu thuộc họ Fabaceae.
Nó chỉ được tìm thấy ở Ecuador ở hai khu vực phía nam phía trên ranh giới hạn cây cối ở tỉnh Azuay và Cañar.
Môi trường sống tự nhiên của chúng là đồng cỏ nhiệt đới hoặc cận nhiệt đới vùng đất cao. Không có mẫu vật nào được thấy kể từ năm 1945 và không có mẫu vật trong bảo tàng.